# Llerona
Llerona és un nucli de població que forma part de les Franqueses del Vallès, al Vallès Oriental. Té una població de 1.258 habitants (xifra de l'any 2018).
Llerona deu el seu nom a l'antiga població de Lauro, un poblat ibèric situat al Puig del Castell de Samalús. Ben igual que els noms de Barcino, Baetulo, Tarraco..., posteriorment en època tardoromana va canviar de declinació a partir de l'acusatiu Lauronem per esdevenir Laurona. Ja en català, el diftong au es reduí en o, la l inicial es palatalitzà i esdevingué Llorona, forma documentada a l'edat mitjana i prèvia a l'actual Llerona. Lauro es creu que era un territori més extens que l'actual terme de Llerona amb prou població i producció agrària per a tenir moneda pròpia. S'ha trobat moneda ibèrica de bronze, a una cara hi té gravat un rostre i a l'altre un genet amb la inscripció ibèrica del mot Lauro.
És regit pel Consell del poble de Llerona sota les directrius de l'ajuntament de Les Franqueses del Vallès. L'actual edifici del Consell del poble va ser construït per Manuel Raspall per fer d'escola el 1931.
El territori es distribueix en dues zones: Pla de Llerona, a nivell del riu Congost, i Dalt riba en un pla a uns 30 m. per sobre de l'anterior i pel qual transcorre la carretera de La Garriga a Granollers.

## Història
Se sap amb seguretat que la zona estava poblada de temps abans dels ibers, aquests primers pobladors neolítics vivien a les terrasses del riu Congost. Ja en temps dels ibers se sap que Llerona formava part de l'antiga Lauro, situada al Puig del Castell de Samalús.
Més tard van arribar els romans, que fundaren vil·les de caràcter rural (s'han trobat restes romanes en diferents zones del poble, entre elles a l'església de santa Maria). A la mateixa església s'hi ha pogut documentar una columna que data del segle ii dC i diferents lloses o tombes romanes. L'església actual però, es remunta al segle x. Al 957 una dona, Eldovara amb els seus fills donen a Sant Cugat a Llerona. Després d'aquestes es fan més donacions d'alous a Llerona al monestir de Sant Cugat durant aquest segle.
Ben segur que el fet històric més rellevant ocorregut a Llerona és el desenllaç de la segona guerra de remença. Durant la revolta un grup de mil i escaig remences comandats pel capitost Pere Joan Sala, després d'atacar i saquejar la ciutat de Mataró, el 22 de març de 1485 varen retirar-se cap al Vallès fins a Llerona. Van decidir assetjar l'església parroquial de la població, que era defensada pels seus veïns. El 24 de març arribà també de Mataró una força de relleu mobilitzada per la ciutat de Barcelona. Composta de dos-cents homes a cavall i tres-cents peons comandats pel conseller en cap Jaume Destorrent i amb Francí Guerau de Vallseca com a abanderat, van dispersar els remences amb una violenta càrrega de cavalleria. Pere Joan Sala fou fet presoner i portat a Granollers. Finalment, va ser executat a Barcelona el 28 del mateix mes de març. El conseller en cap i en Vallseca continuaren acomentent grups dispersos de remences fins a l'Empordà. Tornaren el dia 4 de maig a Barcelona per rebre la felicitació entusiasta del Consell de Cent.

## Patrimoni arquitectònic
Destaca la seva església parroquial romànica de Santa Maria de Llerona del segle x, ubicada al Dalt riba. Va ser fortificada al segle xv, ja que va ser refugi dels remences als volts de 1485.
L'antiga església parroquial de Sant Iscle i Santa Victòria, del segle xi, amb absis rodó, molt modificada al segle xx, està emplaçada a la vora de Can Guilla. Va ser església parroquial fins al 1575, fins que la seu de la parròquia va passar a Santa Maria.
Fonts d'interès:
Font de Santa Margarida, font antiga que data de mitjans segle xix situada a prop de l'església de Santa Maria de Llerona, en un petit clot per on passa un torrent (el torrent de la fantasma). Actualment abandonada i sense raig visible però encara s'hi filtra aigua de la pared creant un petit doll. La font consta d'arqueta, bancs i un enrajolat dedicat a santa Margarida.
Font de Can Santa Digna, font situada al marge dret del Congost, a prop dels terrenys de Can Santa Digna (masia important). La font va ser restaurada als anys 80 pels amics del poble de Llerona i consta de broc, enrajolat i banquets fets de fusta. Actualment no hi raja aigua.
Masos d'interès:

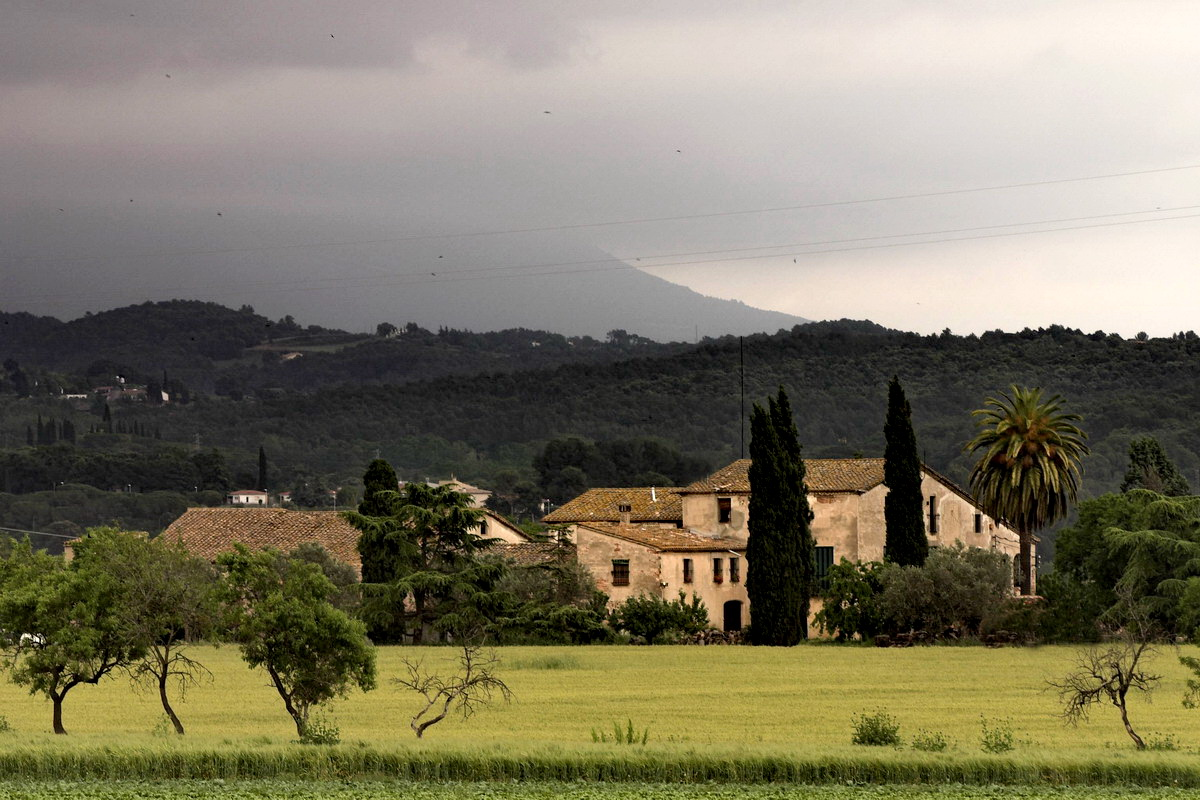
Can Màrgens.

- Can Tries o Can Riambau, al pla de Llerona, amb finestrals gòtics del segle xvi i reformat al segle xx.
- Can Santa Digna, documentada al segle xv, si bé l'actual edifici és del xvii amb una capella del segle xii.
- Can Màrgens, amb barri i una capella dedicada a Santa Margarida, del segle xvi.
- Altres masos són Ca l'Enrani, Can Rovira de Villar, Can Gorgs, Ca l'Aimeric, Can Turó, el Molí d'en Bou, Can Tomàs, Can Jovany, Can Roig, Can Llampalles i Can Ties.

## Entitats
- El Club Esportiu Llerona és un club esportiu de Llerona que vesteix samarreta blava, pantalons blaus, i mitgetes blaves. Fou fundat l'any 1959 per un grup d'afeccionats i en Josep Marquès al futbol de Llerona, a les Franqueses del Vallès, i a mitjans dels seixanta es va obtenir un terreny de joc amb mides reglamentàries, i en el qual en 2009 es va instal·lar gespa artificial.[4] A finals de la dècada del setanta, el primer equip assolia la categoria de 3a Regional, i la temporada 1.983-84 aconseguí el subcampionat de 3a Regional i pujà a 2a Regional, i la temporada 1.992-93 el primer equip assolia el subcampionat i pujava a 1a Categoria Territorial en la qual es mantingué dues temporades.[5] L'any 1989 celebrà el 25è Aniversari i el 2010, el cinquantenari, amb un partit contra el CE Europa i altres activitats.[6]